# Dobis

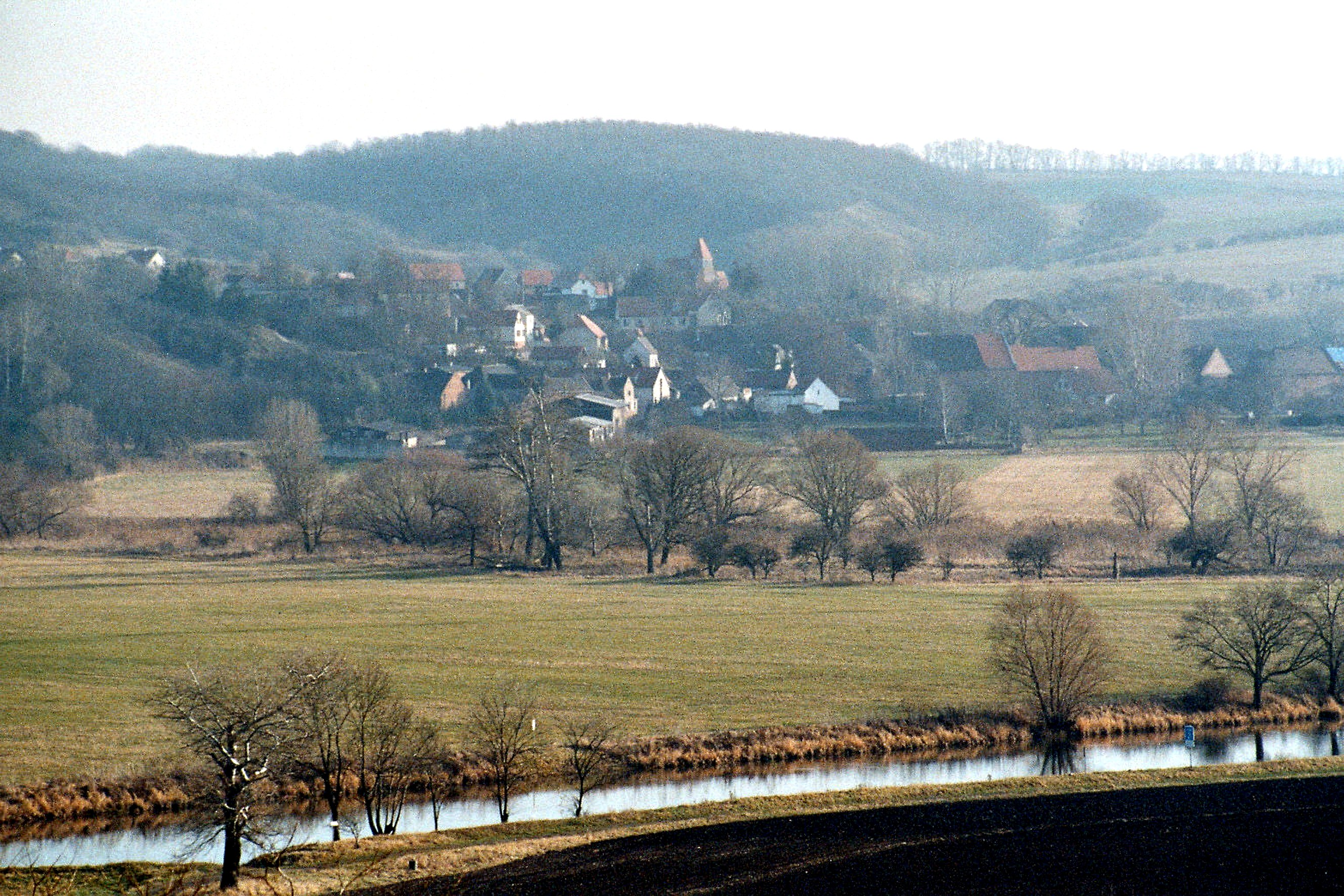
Blick auf Dobis, 2004

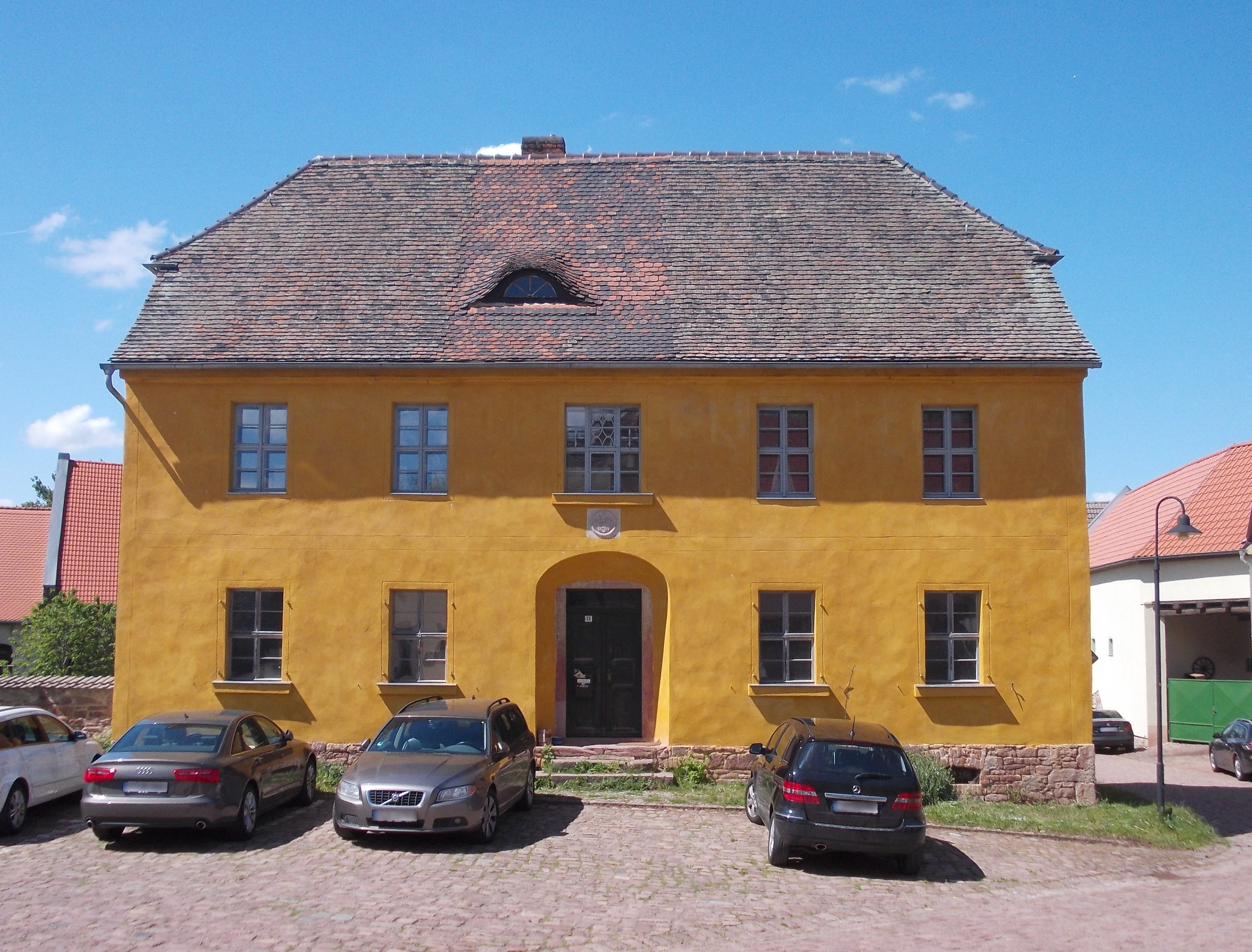
Herrenhaus, 2014

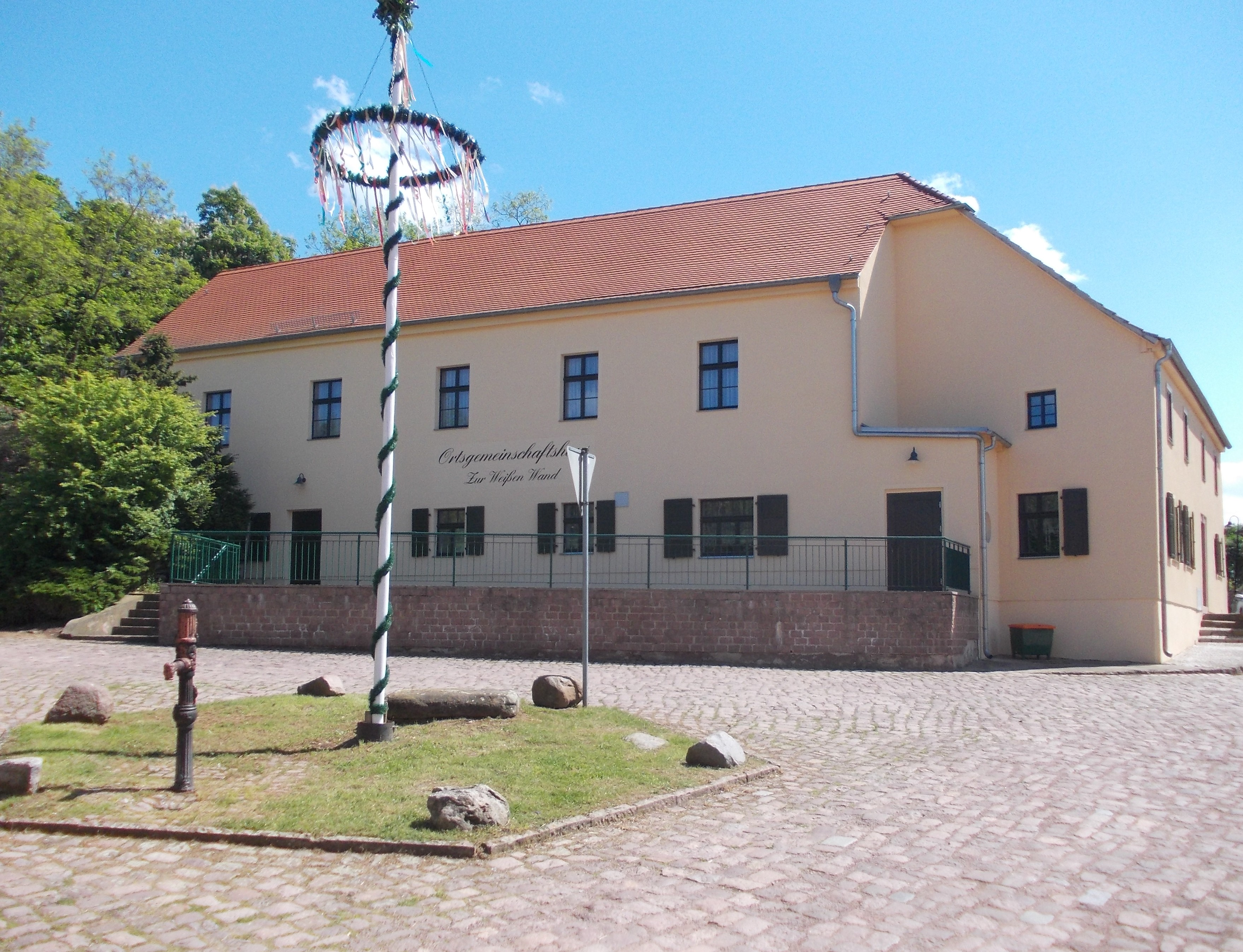
Dorfgemeinschaftshaus, 2014

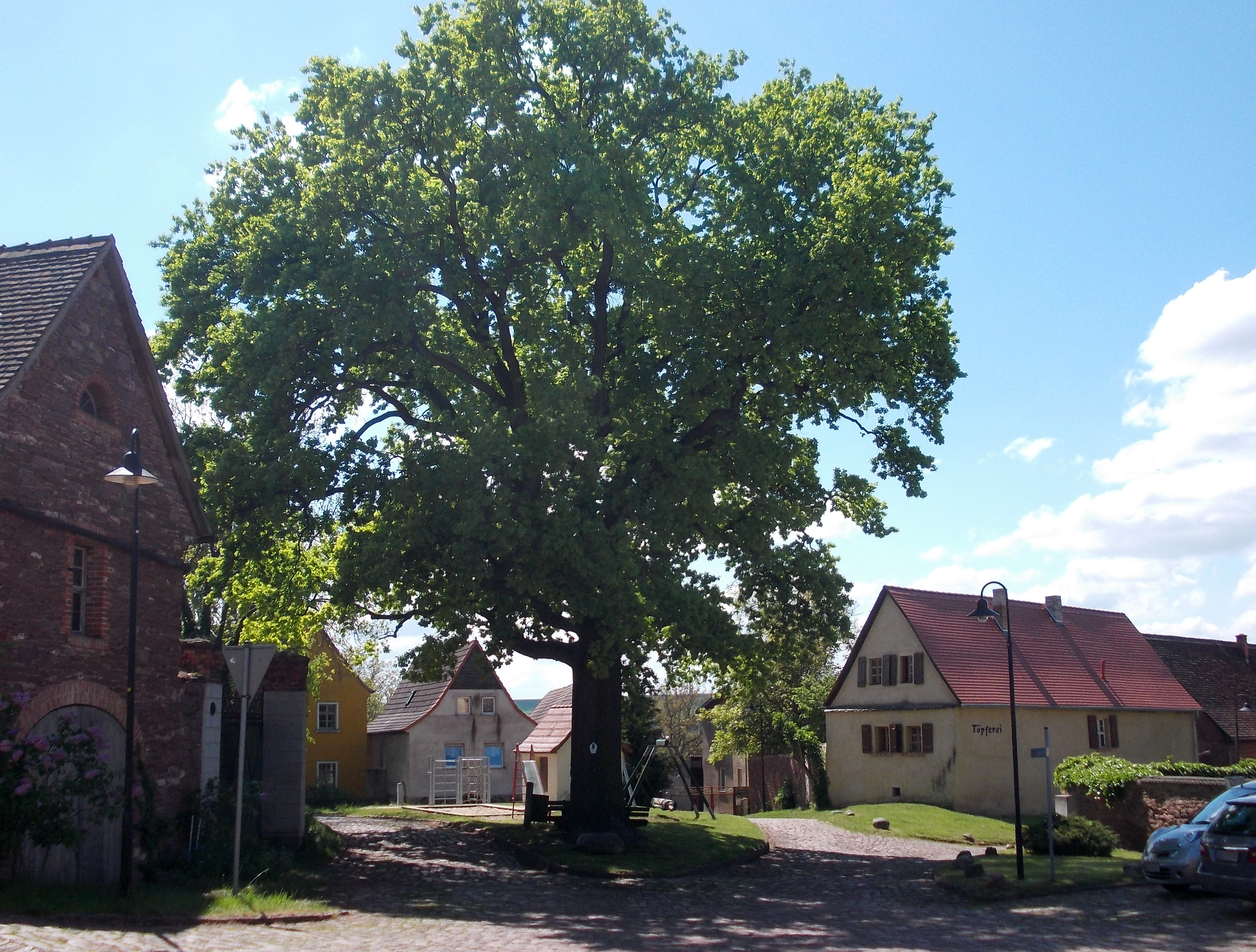
Platz in der Ortsmitte, 2014

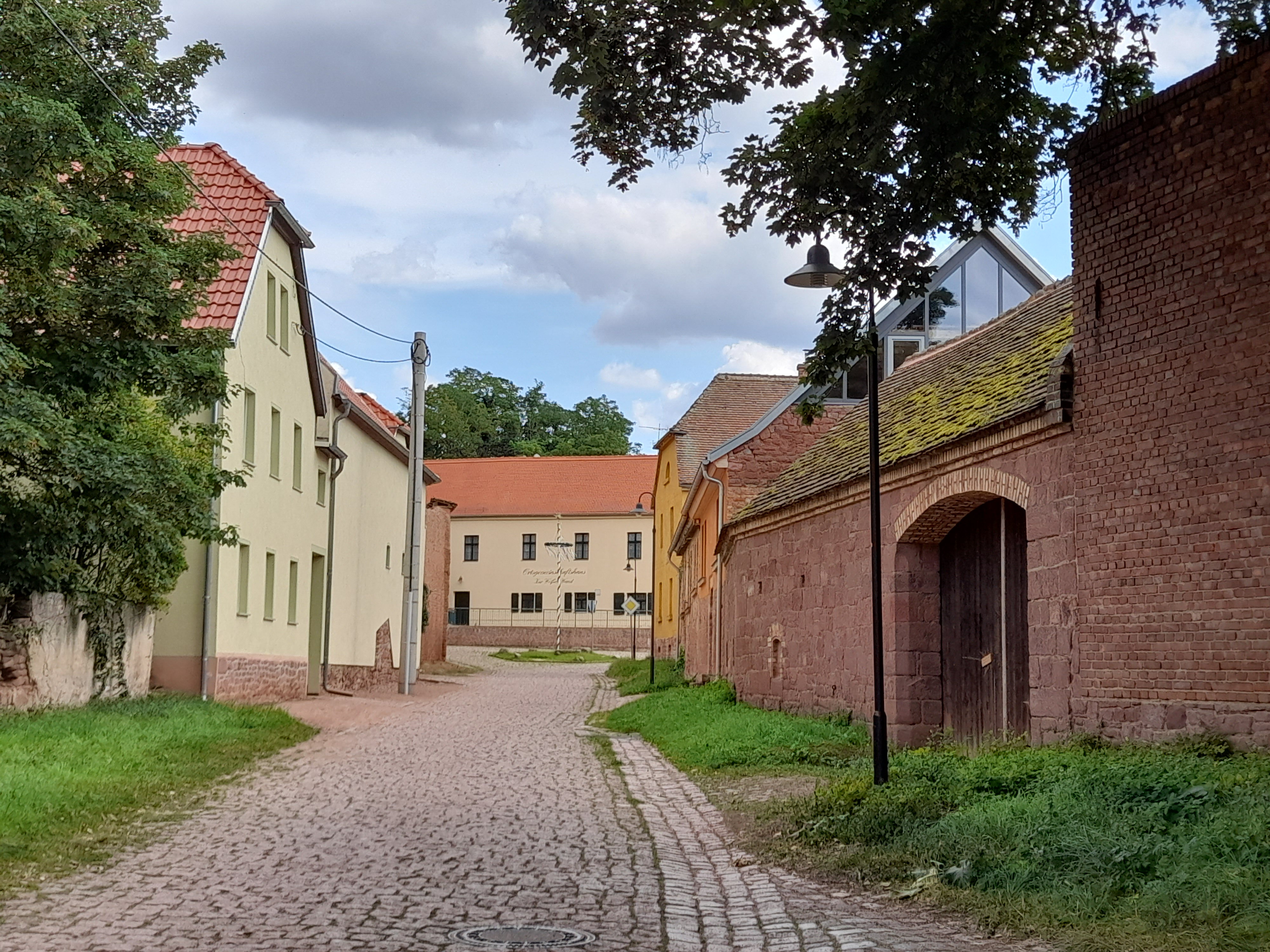
Denkmalbereich Ortskern, Rothenburger Straße, 2021

Dobis ist ein zur Ortschaft Dößel der Stadt Wettin-Löbejün gehörendes Dorf in Sachsen-Anhalt.

## Lage
Der Ort liegt ca. 4 km nordwestlich von Wettin am rechten Ufer der Saale im Naturpark Unteres Saaletal und hat etwa 180 Einwohner. Im Umfeld des Orts befinden sich die Naturschutzgebiete Saalehänge bei Dobis und Saaledurchbruch bei Rothenburg.

## Geschichte
Die erste urkundliche Erwähnung des ursprünglich slawischen Dorfes ist aus dem Jahr 1371 als Dobitz oder Dobutz überliefert. Dobis stand im Besitz des Gervicus von Hacke. Vermutlich hatte der Ort eine durchaus größere Bedeutung, zumindest bestand hier eine Saalefähre. Dobitz gelangte dann in den Besitz des Domkapitels Magdeburg. Im 17. Jahrhundert gehörte das Gut Georg Adam Brunner. Mit der Angliederung des Erzstifts Magdeburg an Preußen gehörte Dobis ab 1680 zum brandenburg-preußischen Herzogtum Magdeburg. Der adlige Ort gehörte zum Saalkreis. Im 17. Jahrhundert ging Dobis in den Besitz der Familie Brunner aus Mücheln über. In der Umgebung des Ortes wurde in der Zeit vom 15. bis zum 19. Jahrhundert Steinkohle gefördert. Reste der Schachtanlagen sind erhalten. Noch früher begann vermutlich die Förderung von Kupferschiefer. Zahlreiche Kupferschieferhalden sind in der Gegend zurückgeblieben.
Mit dem Frieden von Tilsit wurde Dobis im Jahr 1807 dem Königreich Westphalen angegliedert und dem Distrikt Halle im Departement der Saale zugeordnet. Der Ort gehörte zum Kanton Wettin. Nach der Niederlage Napoleons und dem Ende des Königreichs Westphalen befreiten die verbündeten Gegner Napoleons Anfang Oktober 1813 den Saalkreis. Bei der politischen Neuordnung nach dem Wiener Kongress 1815 wurde Dobis im Jahr 1816 dem Regierungsbezirk Merseburg der preußischen Provinz Sachsen angeschlossen und dem Saalkreis zugeordnet. Am 20. Juli 1950 erfolgte die Eingemeindung von Dobis nach Dößel. 1997 wurde am Ortseingang ein neues Wohngebiet mit 23 Grundstücken errichtet. Diverse historische Gebäude im Ortskern wurden saniert und erhalten. Am 1. Juli 2008 wurde Dößel in die Stadt Wettin eingemeindet, diese wurde wiederum am 1. Januar 2011 nach Wettin-Löbejün eingemeindet.

## Denkmale und Sehenswürdigkeiten
Die Kulturdenkmale in Dobis sind im örtlichen Denkmalverzeichnis eingetragen. Zu den Kulturdenkmalen gehören unter anderem die Sankt-Johannis-Kirche, das Herrenhaus des Orts, die Dorfschule Dobis und das Wohnhaus Rothenburger Straße 5. Im Ortszentrum befindet sich außerdem der aus rotem Sandstein bestehende historische Bauernstein. Südöstlich des Orts liegt die als Denkmalbereich ausgewiesene Haldenlandschaft bei Dobis.

## Persönlichkeiten
Die Maler Otto Müller und Otto Möhwald zeichneten in den Jahren 1958/59 im Ort.